# Filippo Oliva
Filippo Oliva (Palmi, 6 agosto 1814 – Palmi, 1868) è stato un politico italiano.
Fu deputato nella VIII legislatura del Regno d'Italia.

## Biografia
Filippo Oliva venne eletto, nel 1860, sindaco di Palmi. Ruolo che ricoprì fino al 1865, diventando quindi l'ultimo sindaco della città sotto il Regno delle Due Sicilie ed il primo dopo l'Unità d'Italia.
In pieno periodo di risorgimento, il 22 agosto 1860, il sindaco Oliva (con una delegazione del consiglio comunale) andò incontro a Giuseppe Garibaldi, che era arrivato nel territorio comunale di Palmi nell'ambito della "spedizione dei mille", mentre sostava e si dissetava presso una fontana comunale. Dopo i saluti, il corteo si avviò in città passando dalla contrada Vitica.
Dai registri dei Decurioni risultò che l'amministrazione comunale di Filippo Oliva sostenne la spesa, per 29 ducati, per alcuni festeggiamenti e contrasse un prestito prima di 3.000 ducati e successivamente di altri 1.000 ducati, per far così fronte alle grandi spese che occorsero per viveri, foraggi, trasporti, ed altro per le truppe del generale Giuseppe Garibaldi. Il comune pagò inoltre ad alcuni massari delle giornate per accompagnare le truppe fino a Napoli, e li rimborsò del valore delle carrette che furono requisite dai garibaldini.
Venne eletto deputato nella Camera dei deputati del Regno d'Italia a seguito delle elezioni suppletive del collegio uninominale di Palmi del 30 novembre 1862, alle quali avevano diritto di voto 718 persone e votarono in 229 con il seguente risultato: Antonino Plutino voti 88 e Filippo Oliva voti 47. La legge elettorale di allora stabiliva un ballottaggio tra i primi due candidati, a prescindere dal numero di candidati del primo turno. Pertanto, al ballottaggio del 6 dicembre 1862, su 390 votanti vi furono il seguente risultato: Filippo Oliva (eletto) voti 230 e Antonino Plutino voti 160.